# Самутин, Василий Емельянович
Василий Емельянович Самутин (родился 28 июня 1906 года в деревне Волчий Перевоз в Волынской губернии — ум. 13 августа 1981) — деятель КПЗБ, политик Белорусской ССР, журналист.

## Биография
С 1926 — член ВКП(б), в 1927—1928 и 1928—1929 гг. — ответственный секретарь районного комитета комсомола Белоруссии в Бобруском районе, в 1930—1931 гг. — редактор газеты «Чырвоная Змена». В 1931—1933 гг. начальник партийного отдела газеты «Звязда», 1933—1934 секретарь редакции газеты «Камунар Магилёушчыны», с 1934 года — инструктор ЦК КПЗБ, потом до февраля 1935 года — секретарь окружного комитета КПЗБ в Белостоке. В феврале 1935 арестован польской полицией, в сентябре 1939 освобожден, с сентября 1939 до июня 1941 — заместитель главного редактора газеты «Знамя Свободы», затем мобилизован в Красную Армию.
С июля 1941 до апреля 1942 — инструктор политического отдела Западного фронта, с июня 1942 — редактор подпольной газеты «Витебский рабочий», с апреля 1943 — редактор Белостокской подпольной газеты «Свободная Работа», с 23 июля 1943 г. по июль 1944 года — секретарь подпольного обкома Коммунистической Партии (большевиков) Беларуси в Белостоке. В 1944—1945 году — снова редактор газеты «Звязда», в 1945—1946 гг. — редактор газеты «Советская Белоруссия», с 1946 года по февраль 1949 года — 2-й секретарь, а с февраля 1949 по июль 1950 — 1-й секретарь областного комитета КП(б)Б в Барановичах.
С 18 февраля 1949 года по 20 сентября 1952 года — кандидат в члены ЦК КП(б)У, с 1950 года — заместитель министра лесного хозяйства Белорусской ССР, в 1953—1956 года — редактор журнала «Сельское хозяйство Белоруссии».
Постановлением Госсовета ПНР от 17.01.1964 за номером 0/27 был удостоен Креста Грюнвальда 3 степени.

## Награды
- Орден Ленина (15 августа 1944)
- Орден Октябрьской Революции
- Орден Красного Знамени
- Орден Трудового Красного Знамени
- Орден Отечественной войны 1-й степени
- Орден Знак Почёта (дважды),

а также польскими и советскими медалями.